# Прагматичні едикти
Прагматичні едикти (1501—1567) ісп. Las Pragmáticas Sanciones (de 1567) або Pragmáticas antimoriscas) — узагальнена назва серії законів (декретів), виданих іспанськими монархами в першій чверті XVI століття, які були спрямовані на насильницьку християнізацію, а також іспанізацію залишків мавританського населення Іберії.
Перша серія законів видана в 1501 і торкнулася мусульман колишнього Гранадського емірату, до 1502 декрет поширений на решту території Кастильської Корони.
У 1515—1516 наваррських мусульман змусили хреститися або залишити країну.
У 1519—1523 ця ж доля спіткала мусульман Валенсії. Відносно спокійно пройшло хрещення арагонских мусульман у 1525—1526, хоча і там їх поставили перед фактом можливої депортації з конфіскацією майна в разі відмови.

## Імплементація та наслідки
Перший декрет було видано вже через 8 років після падіння Гранадського емірату, хоча за договором про капітуляцію мусульманам колишнього емірату (близько 300 000 осіб) дозволялося зберігати віру та рідну мову за умови повної лояльності нової влади.
У 1526 виданий останній едикт, що охопив Валенсію й Арагон. Він повністю заборонив арабську мову, арабський алфавіт, носіння мусульманського одягу, мусульманські імена і будь-які прояви арабо-мусульманської культури (пісні, танці, звичаї), а також навіть мавританські лазні, які до цього часу перетворилися в місце таємних зібрань мусульман.
Довгий час, через неповороткість і хабарництва місцевої бюрократії, ці закони не дотримувалися, але 1 січня 1567 — до 75-ї річниці падіння Гранади, королівська влада, яка побоювалась посилення Османської імперії в Середземномор'ї, вирішила посилити контроль за виконанням едиктів, видавши особливу санкцію з виконавчим терміном у 2 роки. До контролю приєдналася іспанська інквізиція. Після цього утиски стали нестерпними. У відповідь мориски підняли Альпухарське повстання. Але воно було придушене.
У 1609 виданий новий указ, який зобов'язав усіх морисків покинути терен Іспанії.